# Spilosoma nigroundulata
Spilosoma nigroundulata är en fjärilsart som beskrevs av Nitzschke 1935. Spilosoma nigroundulata ingår i släktet Spilosoma och familjen björnspinnare. Inga underarter finns listade i Catalogue of Life.